# Георг I (ландграф Гессен-Дармштадта)
Георг I Побожний (нім. Georg I. von Hessen-Darmstadt; 10 вересня 1547 — 7 лютого 1596 —1-й ландграф Гессен-Дармштадтський в 1567—1596 роках.

## Життєпис
Походив з Гессенського дому. Молодший син Філіппа I, ландграфа Гессену, та його першої дружини Христини Саксонської. Народився 1547 року в Касселі. Навчався в Марбурзькому університеті. Виховувався в лютеранському дусі.
Після смерті батька у 1567 році відповідно до заповіту останнього розхділив з братами Гессен, отримавши графство Катценельнбоген, замки та міста та офіси Рюссельсгайм, Дорнберг, Дармштадт, Ліхтенберг, Райнгайм, Цвінберг, Ауерберг у Верхньому Гессені з титулом ландграф. Невдовзі став титулювати себе ландграфом Гессен-Дармштадт.
Активно займався розвитком міст, хоча в перші роки панування вимушен був вирішувати майнові питання, оскільки деякі села виявилися прикордонними з володіннями братів. В подальшому за правління Георга I Гессен-Дармштадт переживав економічний підйом, внаслідок чого населення подвоїлося.
Оселився в містечку Дармштадт, яке став перетворювати на власну резиденцію. Замок було розширено і укріплено ровами та бастіонами. У палаці збудовано збройову палату та стайню, а також нову будівлю для органів влади. Розширений палацовий сад («Herrngarten») на північ від палацу також був створений для розваг ландграфа. 1570 року на замовлення Георга I будівельник Якоб Кессельхут почав будувати замок Ліхтенберг. Ця перша будівля епохи Відродження в південному Гессені стала зразком для багатьох будівель, побудованих під час правління ландграфа. Між 1572 і 1580 роками майстер-будівельник він же перетворив маєток на мисливський будиночок Краніхштайна. За наказом ландграфа у 1592 році побудовано богадельня та 1594 року школа для навчання дітей-сиріт. Активна будівельна діяльність вимагала численних грошей. Щоб не збільшувати податки ландграф закладав братам села та навіть амти (округи), але до кінця життя розрахувався за більшістю боргів.
Георг I запровадив де-факто обов'язкове шкільне навчання у своїй країні, головним чином з метою поширення та зміцнення лютеранства. Правління ландграфа характеризувалося великим ентузіазмом до праці, непохитною суворістю і надзвичайно жорсткими моральними уявленнями. Ймовірно, саме тому Гессен-Дармштадт, на відміну від гессенських районів братів Георга, був залучений до першої хвилі ранньомодерного полювання на відьом. Під час правління Георга I задокументовано 37 страт за чаклунство між 1582 і 1590 роками, включно навіть з дітьми. Церква в свою чергу назвала ландграфа Побожним.
Помер 1596 року, його було поховано біля вівтаря Дармштадтської міської церкви. Його епітафія та епітафія його дружини є важливими пам'ятками епохи Відродження. 

## Родина
1. Дружина — Магдалена, донька Бернгарда VIII, графа Ліппе
Діти:
- Філіпп Вільгельм (1576)
- Людвіг (1577—1626), 2-й ландграф Гессен-Дармштадта
- Христина (1578—1596), дружина графа Фрідріха Магнуса фон Ербаха
- Єлизавета (1579—1655), дружина графа Йоганна Казимира фон Нассау-Вайльбург-Гляйберга
- Марія Гедвіга (1580—1582)
- Філіпп (1581—1643), ландграф Гессен-Буцбаху
- Анна (1583—1631), дружина графа Альберта Отто цу Сольмс-Лаубаха
- Фрідріх (1585—1638), ландграф Гессен-Гомбурга
- Магдалина (1586)
- Іоганн (1587)

2. Дружина — Елеонора, донька Христофора, герцога Вюртембергу
Діти
- Генріх (1590—1601)